# Церковь Святых Петра и Павла (Вензовец)
Церковь Святых Петра и Павла (бел. Царква Святых Пятра і Паўла) — православный храм во имя святых апостолов Петра и Павла в агрогородке Вензовец Дятловского района Гродненской области Белоруссии, памятник архитектуры второй половины XIX века. Расположена в центре агрогородка. Церковь относится к Дятловскому благочинию Новогрудской епархии Белорусской православной церкви. Входит в Государственный список историко-культурных ценностей Республики Беларусь.

## История
Церковь Святых Петра и Павла в Вензовце построена в 1875 году из кирпича и бутового камня.
Предыдущий деревянный храм был сооружён в 1755 году в стиле барокко в традициях народного деревянного зодчества. К 1845 году церковь струхнела и требовала капитального ремонта. В 1860 году храм окончательно закрыт для богослужения. 21 сентября 1865 года священник А. Василевский обратился к гродненскому губернатору Скворцову с ходатайством о строительстве нового храма. 7 февраля 1869 года прихожане составили «приговор», в котором ходатайствовали перед начальством. Гродненскому гражданскому инженеру Кржижановскому было поручено составить проект каменной церкви на 350 прихожан. В 1871 году старая церковь была разобрана и на её месте в центре Вензовца, при почтовом тракте Новогрудок — Вильно, в 1872—1875 годах возведена новая кирпичная церковь.
Постановлением Совета Министров Республики Беларусь от 21 сентября 2010 года № 1351 церковь внесена в Государственный список историко-культурных ценностей Республики Беларусь как историко-культурная ценность регионального значения (категория 3).

## Архитектура
Церковь является памятником архитектуры русского стиля. Продольно-осевая симметричная пространственная композиция храма последовательно включает трёхъярусную шатровую колокольню (2 восьмерика на четверике), короткую трапезную, кубовидный основной объём и полукруглую апсиду. Пологая четырёхскатная крыша основного объёма завершена пятикупольем, которое дополняется маковкой колокольни. Оштукатуренные фасады насыщены массивной архитектурной пластикой, заимствованной из древнерусского церковного зодчества: большие фасадные арочные порталы в килевидном обрамлении, кокошники, прямоугольные панели цоколя и колокольни, круглые профилированные розетки, плоскостные наличники арочных оконных проёмов, крупнопрофильный карниз с сухариками. Главный вход решён массивным и глубоким арочным порталом на крупных пилонах.

## Галерея

Старые снимки и графика церкви
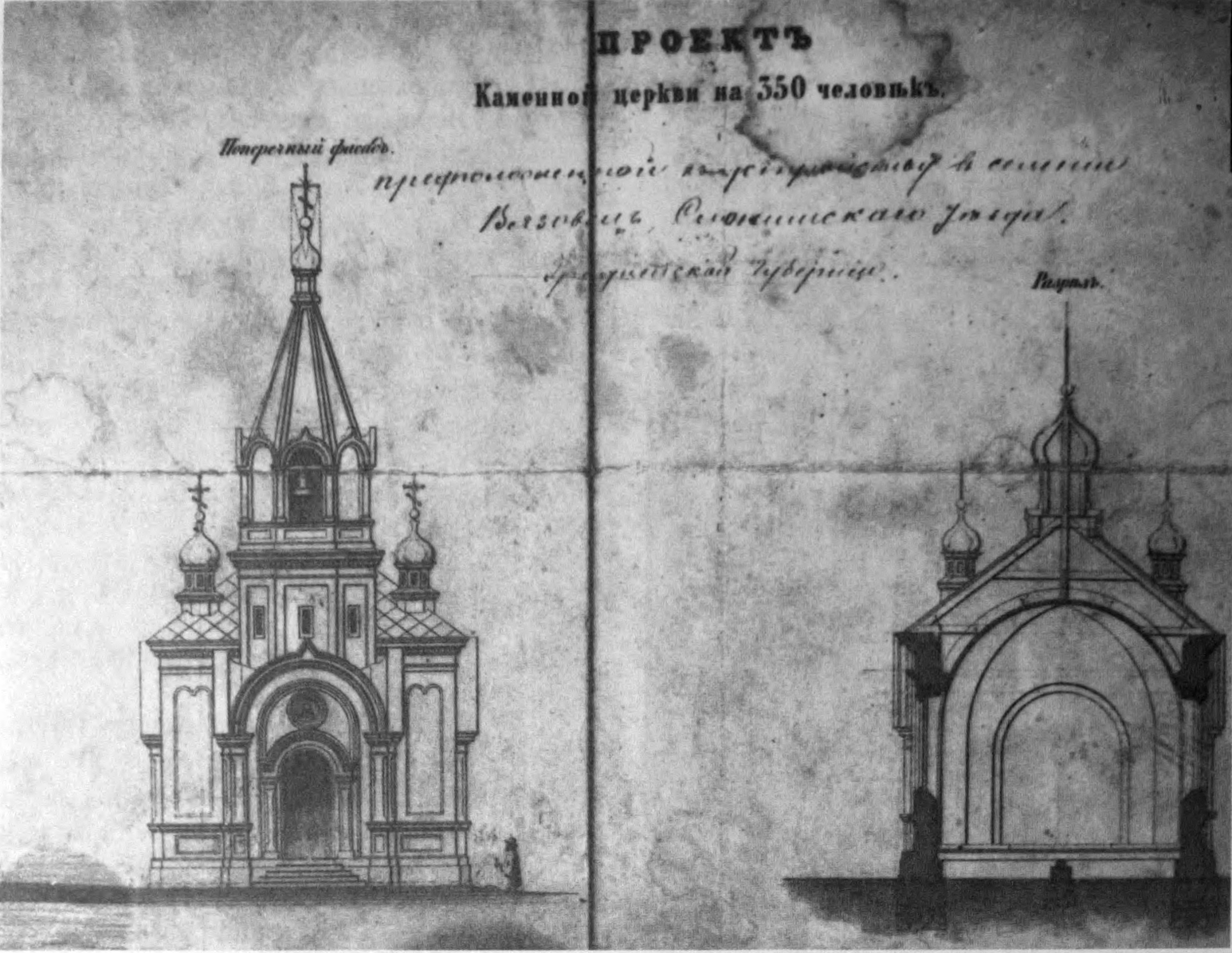
Проект церкви, 1867 год
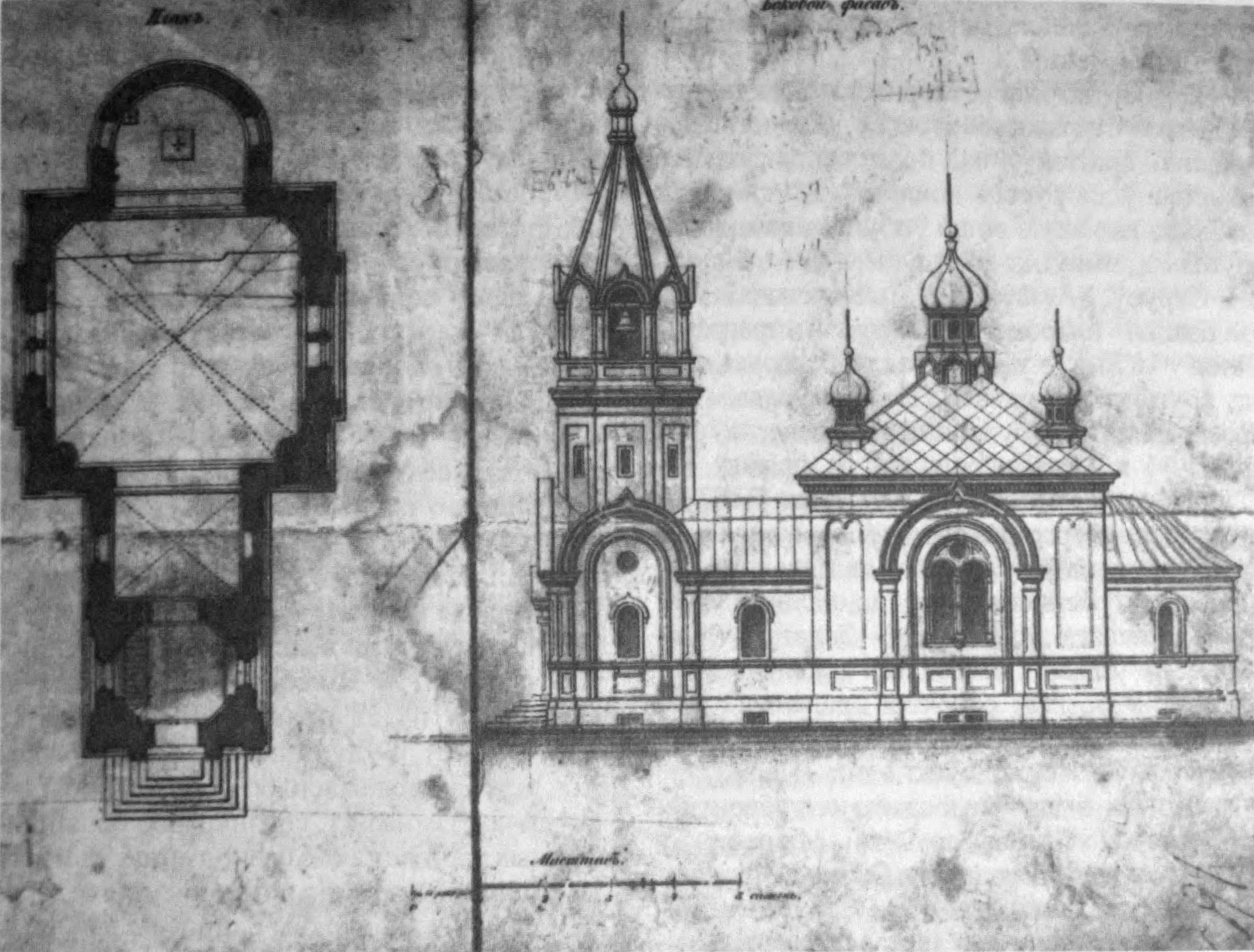
Проект церкви, 1867 год
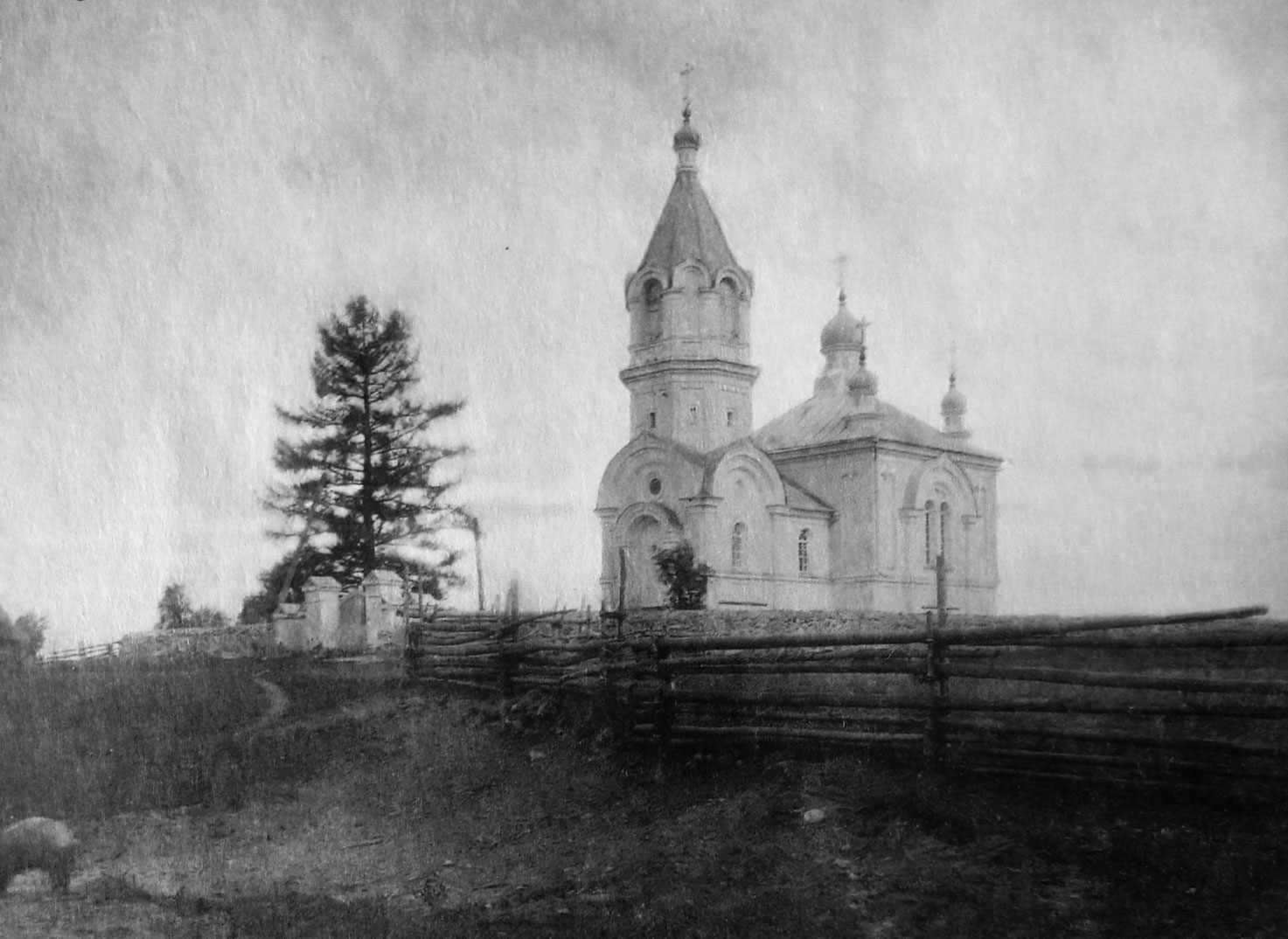
около 1900 года
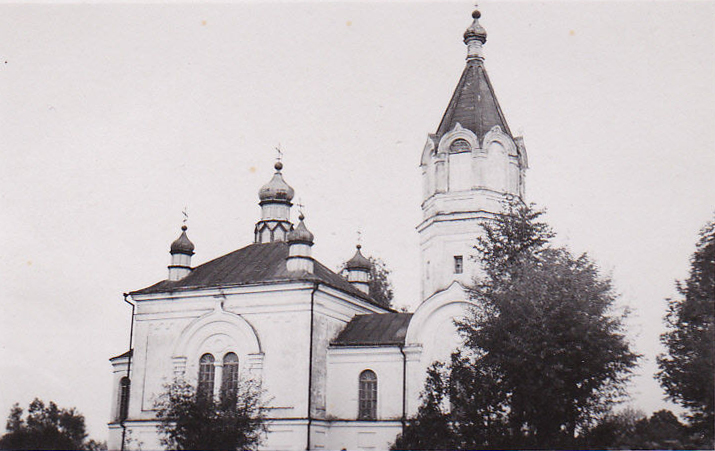
1941 год